# 博尔塔拉蒙古自治州
博尔塔拉蒙古自治州 （衛拉特托忒文：ᡋᡆᠷᡆᡐᠠᠯᠠ
ᡏᡆᡊᡎᡆᠯ
ᡄᡋᡄᠷᡄᡃᠨ
ᠴᠠᠰᠠᡍᡇ
ᡓᡇᡇ，轉寫：，維吾爾語：بۆرتالا موڭغۇل ئاپتونوم ئوبلاستى‎，拉丁维文：Börtala Mongghul aptonom oblasti），简称博尔塔拉州、博州，是中华人民共和国新疆维吾尔自治区下辖的自治州，位于新疆西北部。面积24,934.33平方公里。博乐市为州府所在地。該地得名於博尔塔拉河，「博爾塔拉」蒙古语意为“棕色的草原”。博州汉族人口比例约65%，蒙古族人口比例约6%。

## 历史

### 上古时期
博尔塔拉历史悠久。先秦時期为塞人游牧地。西汉初年，分布在河西走廊的月氏被匈奴单于冒顿击败，西迁到天山西部及博尔塔拉一带。後为乌孙等遊牧民族活动区域。汉宣帝神爵二年（前60年），西汉设置西域都護府。
西魏大统十七年（551年），原游牧于叶尼塞河、阿尔泰山一带的古突厥人建立突厥汗国，博尔塔拉属其辖境。

### 中古时期
隋开皇二年（582年），突厥分裂，博尔塔拉一带属西突厥可汗。唐初，西突厥汗国被唐朝所灭。唐贞观二十三年（649年），唐朝设瑶池都督府，博尔塔拉等地属瑶池都督府统辖。永徽二年（651年），瑶池都督阿史那贺鲁叛唐，在双河（博尔塔拉河流域）自立为汗。显庆三年（658年），唐朝击灭阿史那贺鲁势力，在博尔塔拉设雙河都督府，武周长安二年（702），改金山都护府为北庭大都护府，管辖包括双河都督府在内的天山以北及巴尔喀什湖以东、以南地區。唐中叶之后，该地被葛逻禄等部族所据。
耶律大石西迁後，博尔塔拉地区屬西遼，1218年，蒙古帝国灭西辽。征服西域後，成吉思汗1225年分封诸子时，把包括博尔塔拉在内的额敏河流域的广大地区封为三子窝阔台的领地。1252年，蒙哥汗为窝阔台汗后裔划分封地疆界，将包括今博尔塔拉在内的伊犁河流域至阿姆河的广大地区封为窝阔台之孙海都领辖。元中统五年（1264年），忽必烈在阿力麻里（今伊犁霍城附近）设行中书省，博尔塔拉隶阿力麻里行中书省管辖。大德十年（1306年），察合台后裔笃哇尽收海都生前所占察合台后王领地，博尔塔拉亦并入察合台汗国。
明朝永乐至宣德年间，察合台后王歪思汗西迁阿力麻里，称为亦力把里，博尔塔拉为其统治。正德年间，哈萨克人在阿拉套山一带游牧。万历十五年（1587年），卫拉特蒙古部落进入博尔塔拉游牧。崇祯十六年（1643年），准噶尔首领进攻哈萨克人，征服托克马克地区及阿拉套山两个哈萨克部落。博尔塔拉为准噶尔部所占有。
清朝于乾隆年间消灭准噶尔汗国後，调八旗察哈爾兵丁进驻屯垦戍边，后又有从伏尔加河流域回归的一小部分舊土爾扈特部驻牧于精河，稱“晶土爾扈特”。乾隆二十七年（1762年），清廷在惠远（今霍城县）设伊犁将军府，总理新疆南北两路军政事务。乾隆二十七至二十九年（1762-1764年），清廷调察哈尔官兵2000名携眷移驻新疆，其中1800名被安置在博罗塔拉河（今博尔塔拉河）、赛里木湖等地。特设一察哈尔营，由察哈尔领队大臣管理。乾隆三十六年（1771年），土尔扈特部自伏尔加河流域归来，分东西南北四路，归伊犁将军节制，其中西路盟一旗（西路旧土尔扈特旗）约400户近3000人，被安置在精河一带游牧。乾隆四十八年（1783年），在晶河（今精河）筑新城，改典史为粮员，隶乌鲁木齐都统管辖。光绪十一年（1885年），改粮员为巡检，隶库尔喀喇乌苏厅。光绪十四年（1888年），精河厅改设抚民直隶厅，隶镇迪道。光绪二十八年（1902年），精河厅改隶伊塔道。

### 近现代
民国成立后，逐渐开始设县。民国二年（1913年）4月，精河直隶厅改为精河县。民国三年（1914年），察哈尔领队大臣改为领队官，隶新疆都督节制。民国九年（1920年）1月7日，建博乐县。民国二十七年（1938年）2月1日，成立温泉设治局。民国三十一年（1942年）5月10日，温泉设治局改升温泉县。隶属伊犁行政长官公署管辖。
中共建政后，博爾塔拉州推行民族区域自治制度。1954年7月13日，博尔塔拉蒙古族自治区（地區級）成立，首府设在博乐县城，辖博乐、精河、温泉3县。1955年2月20日，博尔塔拉蒙古族自治区改称博尔塔拉蒙古自治州。
1958年6月19日，撤销博乐县机构，保留博乐县名称，由自治州直接领导博乐县各区、乡。1962年11月7日，恢复博乐县建制。
1975年6月，新疆生产建设兵团建制撤销，其所属农五师并入博尔塔拉蒙古自治州，州革命委员会下设农垦局管理相关事宜。
1979年9月2日，伊犁哈萨克自治州代管的博尔塔拉蒙古自治州改由新疆自治区直接管辖。
1982午，恢复新疆生产建设兵团建制，农五师也于4月1日恢复原建制。
1985年9月21日，博乐县撤县建市，設立縣級博樂市。
1992年2月11日，成立阿拉山口口岸管理委员会，为县级建制。1993年1月8日，将阿拉山口行政区管理委员会、阿拉山口口岸管理委员会合为阿拉山口口岸管理委员会，直属州政府领导。2012年12月17日，设立县级阿拉山口市，由博尔塔拉蒙古自治州管轄。

## 地理
位于新疆准噶尔盆地西南部，北部和西部与哈萨克斯坦共和国接壤，边境线长达385公里；东部与塔城地区乌苏县、东北部与托里县相连；南部与伊犁哈萨克自治州的尼勒克县、伊宁县、霍城县三县相邻；另全境皆包圍雙河市。自治州首府所在地博乐市东距新疆维吾尔自治区首府乌鲁木齐市524千米，西距伊犁哈萨克自治州首府伊宁市219千米，北距中哈边界的阿拉山口居住区76千米（以上均为公路里程）。全州地域东西长315千米，南北宽125千米，总面积2.7万平方千米，约占新疆维吾尔自治区总面积的1.7%。
博尔塔拉蒙古自治州属北天山地槽褶皱带的一部分，州境西、南、北三面环山，中间是喇叭狀的谷地平原，西部较窄，东部开阔。阿拉套山西端的厄尔格图尔格山，海拔高度4569米，是全州最高点。东北部的艾比湖，海拔仅189米，是全州最低处。地貌特征大致由南北两侧山地、中部博尔塔拉谷地和东部艾比湖盆地这三个较大的地貌单元组成。
博尔塔拉河是博尔塔拉蒙古自治州最大的河流，平均径流量4.52亿立方米，河长177千米，流域面积6627平方公里。精河次之，年平均径流量3.55亿立方米，长75.2千米，流域面积1119平方千米。有大小湖泊5个,其中艾比湖水域面积400平方千米，湖面高程195米，水量3.303亿立方米，水质咸。赛里木湖水域面积457平方千米，湖面高程2074米，水质微咸。在全疆的湖泊面積中分别占第四、第五位。

## 气候
博尔塔拉蒙古自治州远离海洋，属北温带大陆性干旱气候。主要特点是气温日、年较差大，夏季炎热，冬季寒冷；春季气温回升快且不稳定，秋季降温迅速；降水稀少、分布不均，蒸发量大，空气干燥，光照充足；夏季多雷阵雨和冰雹，春秋季多大风，冬季多连阴雾。日照充足，太阳总辐射年均5390～5700兆焦耳/平方米，年均降水量为90～500毫米。
| 1981–2010年间博乐市的平均气象数据 | 1981–2010年间博乐市的平均气象数据 | 1981–2010年间博乐市的平均气象数据 | 1981–2010年间博乐市的平均气象数据 | 1981–2010年间博乐市的平均气象数据 | 1981–2010年间博乐市的平均气象数据 | 1981–2010年间博乐市的平均气象数据 | 1981–2010年间博乐市的平均气象数据 | 1981–2010年间博乐市的平均气象数据 | 1981–2010年间博乐市的平均气象数据 | 1981–2010年间博乐市的平均气象数据 | 1981–2010年间博乐市的平均气象数据 | 1981–2010年间博乐市的平均气象数据 | 1981–2010年间博乐市的平均气象数据 |
| 月份                              | 1月                               | 2月                               | 3月                               | 4月                               | 5月                               | 6月                               | 7月                               | 8月                               | 9月                               | 10月                              | 11月                              | 12月                              | 全年                              |
| --------------------------------- | --------------------------------- | --------------------------------- | --------------------------------- | --------------------------------- | --------------------------------- | --------------------------------- | --------------------------------- | --------------------------------- | --------------------------------- | --------------------------------- | --------------------------------- | --------------------------------- | --------------------------------- |
| 平均高温 °C（°F）                 | −9.6 (14.7)                       | −5.4 (22.3)                       | 5.2 (41.4)                        | 17.9 (64.2)                       | 25.1 (77.2)                       | 30.0 (86.0)                       | 31.7 (89.1)                       | 30.2 (86.4)                       | 23.9 (75.0)                       | 14.6 (58.3)                       | 3.1 (37.6)                        | −6.7 (19.9)                       | 13.3 (56.0)                       |
| 日均气温 °C（°F）                 | −15.7 (3.7)                       | −11.5 (11.3)                      | −0.1 (31.8)                       | 11.1 (52.0)                       | 17.8 (64.0)                       | 22.3 (72.1)                       | 23.8 (74.8)                       | 22.2 (72.0)                       | 16.5 (61.7)                       | 8.0 (46.4)                        | −1.5 (29.3)                       | −11.4 (11.5)                      | 6.8 (44.2)                        |
| 平均低温 °C（°F）                 | −20.5 (−4.9)                      | −16.7 (1.9)                       | −4.8 (23.4)                       | 4.9 (40.8)                        | 11.1 (52.0)                       | 15.1 (59.2)                       | 16.5 (61.7)                       | 14.9 (58.8)                       | 9.6 (49.3)                        | 2.6 (36.7)                        | −5.0 (23.0)                       | −15.1 (4.8)                       | 1.1 (33.9)                        |
| 平均降水量 mm（）                 | 5.3 (0.21)                        | 6.8 (0.27)                        | 8.9 (0.35)                        | 19.4 (0.76)                       | 32.3 (1.27)                       | 28.9 (1.14)                       | 29.1 (1.15)                       | 18.7 (0.74)                       | 17.9 (0.70)                       | 15.5 (0.61)                       | 8.5 (0.33)                        | 8.9 (0.35)                        | 200.2 (7.88)                      |
| 平均相對濕度（％）                | 81                                | 80                                | 73                                | 55                                | 52                                | 52                                | 56                                | 56                                | 59                                | 67                                | 79                                | 83                                | 66                                |
| 来源：中国气象数据网              |                                   |                                   |                                   |                                   |                                   |                                   |                                   |                                   |                                   |                                   |                                   |                                   |                                   |

## 政治

### 现任领导
| 机构     | · 中国共产党 · 博尔塔拉蒙古自治州 · 委员会 | 博尔塔拉蒙古自治州 人民代表大会 常务委员会 | 博尔塔拉蒙古自治州 人民政府 | · 中国人民政治协商会议 · 博尔塔拉蒙古自治州 · 委员会 |
| 职务     | 书记                                       | 主任                                       | 州长                        | 主席                                                 |
| -------- | ------------------------------------------ | ------------------------------------------ | --------------------------- | ---------------------------------------------------- |
| 姓名     | 王贵驷                                     | 那生巴图                                   | 刘欣                        | 刘自重                                               |
| 民族     | 汉族                                       | 蒙古族                                     | 蒙古族                      | 汉族                                                 |
| 籍贯     |                                            | 新疆维吾尔自治区和硕县                     |                             | 陕西省旬阳县                                         |
| 出生日期 |                                            | 1968年8月（56—57歲）                       | 1973年9月（51歲）           | 1964年7月（61歲）                                    |
| 就任日期 | 2023年9月                                  | 2025年3月                                  | 2024年10月                  | 2017年1月                                            |

### 行政区划
博尔塔拉州下辖2个县级市、2个县。
- 县级市：博乐市、阿拉山口市
- 县：精河县、温泉县

## 人口
2022年末，全州总人口50万人。有蒙古、汉、维吾尔、哈萨克、回等35个民族。
根据2020年第七次全国人口普查，全州常住人口为433,467人。同第六次全国人口普查的443,680人相比，十年共减少了10,213人，下降2.3%，年平均增长率为-0.23%。其中，男性人口为224,228人，占总人口的51.73%；女性人口为209,239人，占总人口的48.27%。总人口性别比（以女性为100）为107.16。0－14岁的人口为76,287人，占总人口的17.6%；15－59岁的人口为297,176人，占总人口的68.56%；60岁及以上的人口为60,004人，占总人口的13.84%，其中65岁及以上的人口为42,061人，占总人口的9.7%。居住在城镇的人口为284,699人，占总人口的65.68%；居住在乡村的人口为148,768人，占总人口的34.32%。

### 民族
常住人口中，汉族人口288220人，占总人口的64.96%，各少数民族人口155460人，占总人口的35.04%。全州有35个民族成份，蒙古族是自治民族。超过万人的少数民族有蒙古族、维吾尔族、哈萨克族、回族等。
| 民族名称                | 汉族   | 维吾尔族 | 哈萨克族 | 蒙古族 | 回族  | 东乡族 | 壮族 | 锡伯族 | 藏族 | 土家族 | 其他民族 |
| ----------------------- | ------ | -------- | -------- | ------ | ----- | ------ | ---- | ------ | ---- | ------ | -------- |
| 人口数                  | 288220 | 59106    | 44417    | 25125  | 23180 | 1455   | 345  | 273    | 271  | 267    | 1021     |
| 占总人口比例（%）       | 64.96  | 13.32    | 10.01    | 5.66   | 5.22  | 0.33   | 0.08 | 0.06   | 0.06 | 0.06   | 0.23     |
| 占少数民族人口比例（%） | ---    | 38.02    | 28.57    | 16.16  | 14.91 | 0.94   | 0.22 | 0.18   | 0.17 | 0.17   | 0.66     |

## 经济
2010年博尔塔拉州实现国内生产总值128.27亿元（含农五师），比上年增长11.9%。其中地方生产总值100.74亿元，增长11.4%。全年对外进出口贸易总额为6.1亿美元，比上年下降44.5%。在岗职工年平均工资2.67万元，比上年增长19.1%；农牧民人均纯收入7130元，比上年增加1167元，增长19.6%。
阿拉山口口岸是中国西北地区唯一的铁路、公路并举的国家一类口岸。过货量占全疆16个口岸总量的90%，在全国陆路口岸中仅次于满洲里口岸，已连续8年居全国陆路口岸的第二位。

## 全国重点文物保护单位
- 阿日夏特石人墓
- 达勒特古城遗址
- 赛里木湖古墓群
- 阿日夏特科克石围及石堆墓群
- 阿敦乔鲁石栅古墓群及岩画群

## 教育
- 博尔塔拉职业技术学院

## 备注
1. ↑  土地面积为第二次全国土地调查结果数据。括号中的数字为地方所辖的面积，即扣除新疆生产建设兵团管辖的面积。
2. ↑  常住人口为2020年第七次全国人口普查数据。